# Шёнталь, Отто
Отто Шенталь (нем. Otto Schönthal; 10 августа 1878 — 31 декабря 1961) — австрийский архитектор, работавший в основном в стиле ар-деко.

## Биография
Отто Шёнталь учился с 1898 по 1901 год в Академии изящных искусств в Вене у Отто Вагнера и одновременно работал у него внештатным архитектором. В 1909 году он ушел от Отто Вагнера, с которым он работал в течение нескольких лет, и основал свою собственную компанию с двумя другими студентами с которыми он обучался на курсе Вагнера. Их сотрудничество было очень успешным, и они реализовали не только многочисленные проекты зданий, но и работали в области дизайна интерьера и мебели. После ухода руководителя их компании после первой мировой войны Марселя Каммерера, Отто Шёнталь продолжил управлять офисом вместе с Эмилем Хоппе, одновременно являлся редактором журнала «Архитектор». В 1928 году работы Шёнталя были частью конкурса искусств на летних Олимпийских играх 1928 года. В 1939 году Шёнталь эмигрировал в Швейцарию, а затем в Югославию. После войны снова открыл свою компанию по проектированию и постройки зданий в Вене. Умер Шёнталь в Вене в возрасте 83 года и был похоронен на Хиетцингерском кладбище.

## Некоторые работы
- 1902 Вилла Войцик (Вена)
- 1911 Здание станции для Нижних австрийских железных дорог
- 1912 Жилое и коммерческое здание (Виднер, Хауптштрассе 128)
- 1913 Трабреннбан Крио (Вена, совместно с Эмилем Хоппе и Марселем Каммерером)
- 1912—1915 Вестерманнхойзер (Доротеергасе)
- 1915 Центральный банк немецких сберегательных банков (Вена)
- 1923 Троттинг завод[уточнить] в Мариенбаде (Марианске-Лазне)
- 1924 Филиал сербского банка (Нови-Сад)
- 1924 Санаторий Йованович (Белград)
- 1926 Мост мира (Вена)
- 1927 Вилла Цвиллинг (Мёдлинг)
- 1928 Муниципальный жилой дом Зандлейтенхоф (Вена)
- 1929 Автогараж Зюдбанотель Земмеринг (совместно с Э. Хоппе)
- 1932 Крытый бассейн Зюдбанотель Земмеринг (совместно с Э. Хоппе)
- 1934 Фойе Зюдбанотель Земмеринг (совместно с Э. Хоппе)
- 1937 Филиал Центрального сберегательного банка Вены
- 1950 Жилой дом муниципалитета Вены (Вена, совместно с Лео Каммель)
- 1950 Резиденция муниципалитета Вены

## Галерея

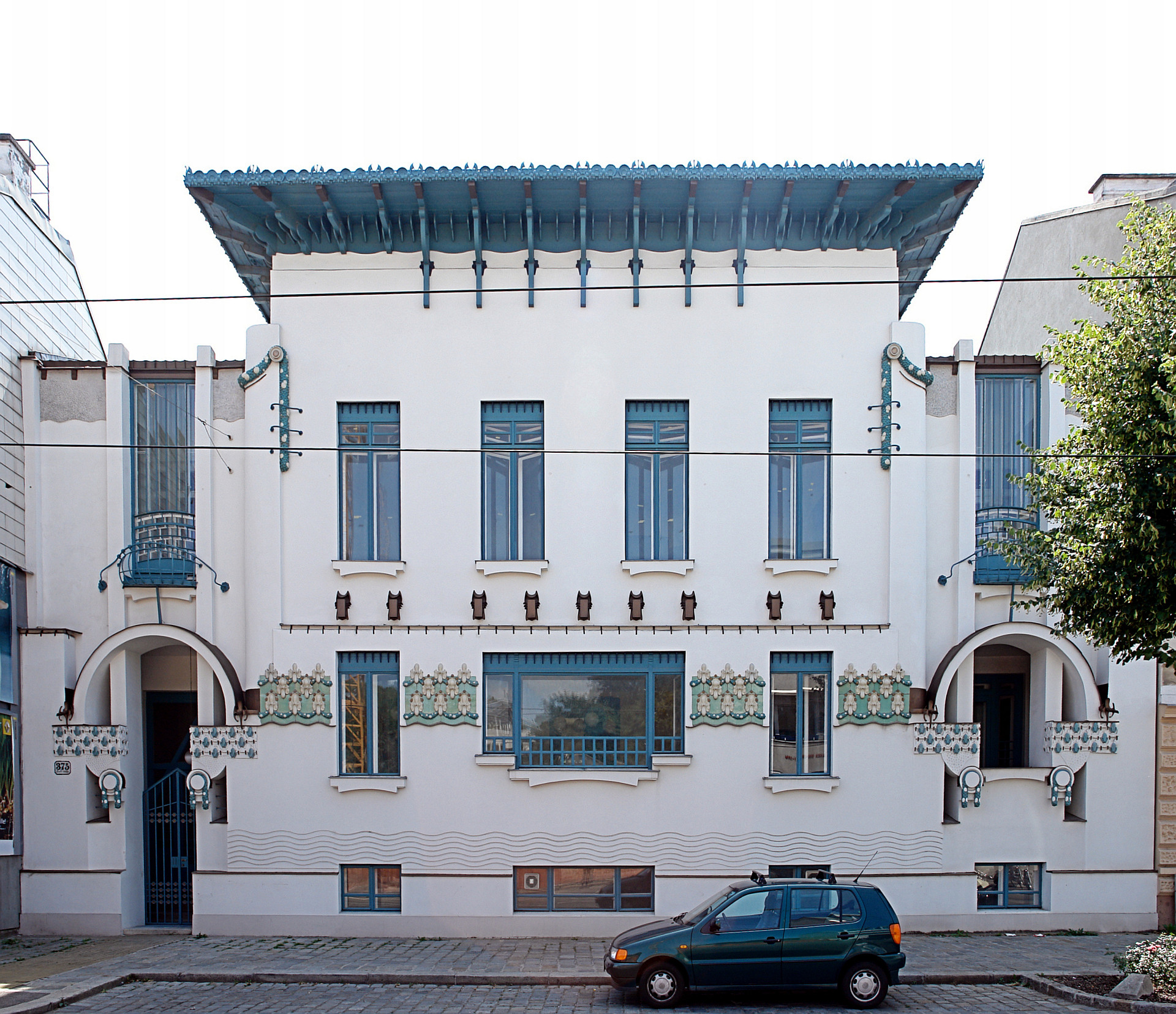
Вилла Войцик (Вена) (1900-1901)